# パーチー (潜水艦)
パーチー (USS Parche, SS/AGSS-384) は、アメリカ海軍の潜水艦。バラオ級潜水艦の一隻。艦名はチョウチョウウオ科の総称を意味するスペイン語名に因む。

## 艦歴
パーチーは1943年4月9日にメイン州キタリーのポーツマス海軍造船所で起工した。7月24日にベティ・ラッセル（連邦判事、前海軍法務部長ロバート・リー・ラッセルの娘）によって命名、進水し、11月20日に艦長ローソン・P・ラメージ中佐（アナポリス1931年組）の指揮下就役する。

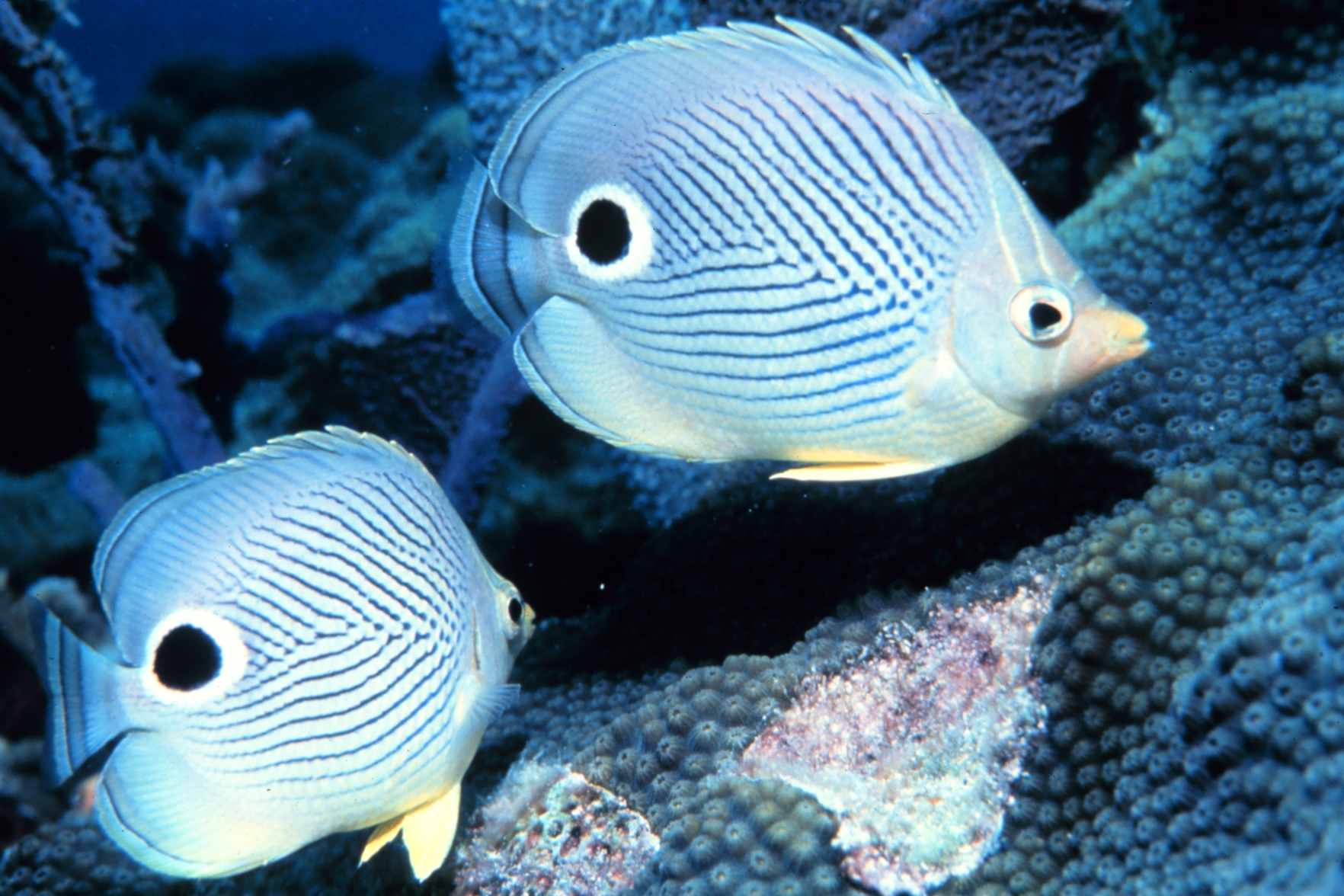
フォーアイバタフライフィッシュ（Parche ocelado）

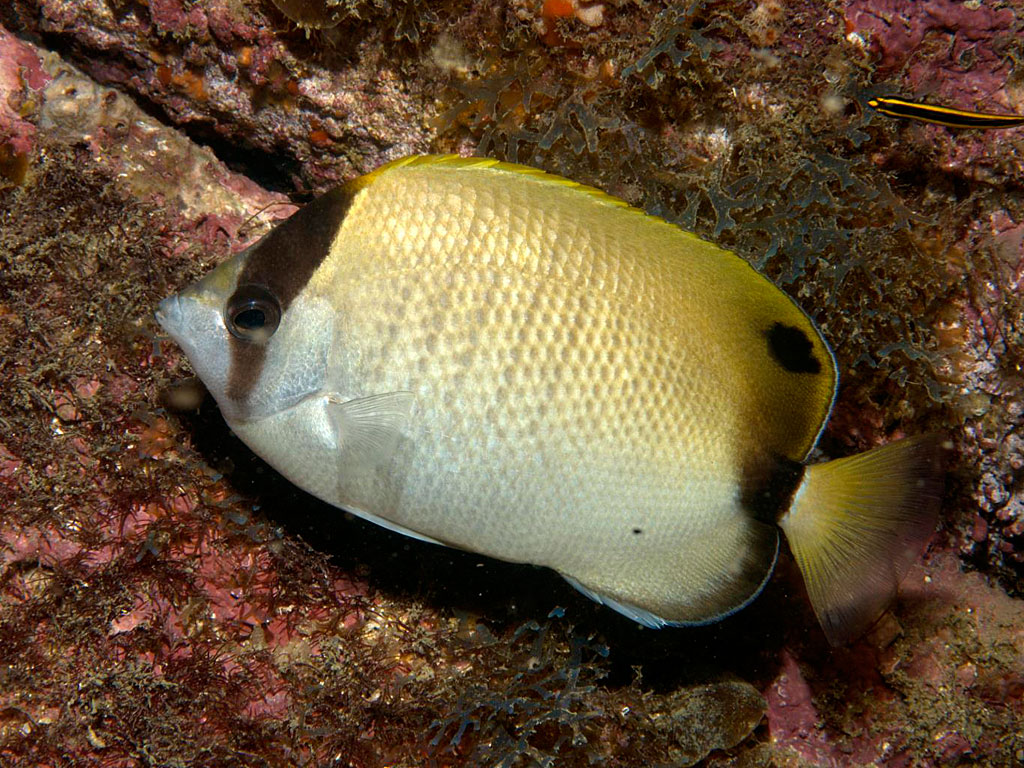
クロオビチョウチョウウオ（Parche mariposa）

### 第1の哨戒 1944年3月 - 5月
1944年3月29日、パーチーは最初の哨戒でティノサ (USS Tinosa, SS-283)、バング (USS Bang, SS-385) とウルフパックを構成しルソン海峡方面に向かった。ミッドウェー島で補給ののち、3隻は4月16日に台湾南方の航路帯に到着した。4月29日、バングが80キロ先にタマ17船団を探知し、ウルフパックでこの船団に向かっていった。バングが2日にわたって竹川丸（川崎汽船、1,930トン）と日達丸（日産汽船、2,859トン）を撃沈し、パーチーもこの船団のうちの1隻を撃沈したと判断された。5月3日朝、ティノサが7隻の輸送船団、楡林から九州に向かうテ04船団を発見、報告を行い、パーチーとバングはこれを迎え撃つためティノサとともに全速力で北方へ向かった。翌5月4日、ティノサが豊日丸（大同海運、6,436トン）を撃沈したのを手始めにパーチー、バングも船団に対して雷撃を行い、パーチーは先頭の艦に3発、2隻目に2発の命中弾を与えこれらを撃沈。3隻目には船尾に2発を命中させ、艦は左舷に傾いたと思われた。パーチーは一連の攻撃で2時39分に大翼丸（大阪商船、5,244トン）を北緯20度56分 東経118度04分 / 北緯20.933度 東経118.067度の地点で、3時54分に昌龍丸（大連汽船、6,475トン）を北緯20度53分 東経118度08分 / 北緯20.883度 東経118.133度の地点でそれぞれ撃沈した。他にティノサが豊日丸と大武丸（大阪商船、6,440トン）、バングも金嶺丸（東亜海運、5,949トン）を撃沈しており、その総トン数は30,542トンで楡林丸（拿捕船/石原汽船委託、6,022トン/元中華民国船中華）を逃した以外は完勝だった。その後は石垣島の軍事施設を偵察、写真撮影を行った。5月23日、パーチーは56日間の行動を終えてミッドウェー島に帰投した。

### 第2、第3の哨戒 1944年6月 - 12月
6月17日、パーチーは2回目の哨戒でハンマーヘッド (USS Hammerhead, SS-364)、スティールヘッド (USS Steelhead, SS-280) とウルフパックを構成しルソン海峡方面に向かった。1週間後に北緯30度14分 東経152度33分 / 北緯30.233度 東経152.550度の地点で特設監視艇を砲撃により撃沈。7月4日には日本海軍の巡洋艦および駆逐艦を発見したが、艦砲、爆雷による反撃を受けた。7月29日、パーチーはバタン諸島海域で南下するミ11船団を発見し、スティールヘッドとともに追跡。31日を迎えてからルソン島北部沿岸で攻撃を開始した。3時30分、パーチーはタンカー光栄丸（日東汽船、10,238トン）に魚雷を3本命中させて撃沈。別のタンカー第一小倉丸（日本油槽船、7,270トン）にも打撃を与えた。この時、ラメージは浮上を命じて水上戦で船団を引っ掻き回そうとした。浮上したパーチーは船団の1隻に体当たりされそうになったが、それでもスティールヘッドとともに吉野丸（日本郵船、8,990トン）に魚雷を命中させ、吉野丸は7分で沈没した。スティールヘッドはこれとは別に扶桑丸（大阪商船、8,196トン）を撃沈し、だかあ丸（日本郵船、7,169トン）に損傷を与えていた。パーチーは夜明けに新たな目標を発見し、5時14分に万光丸（日本郵船、4,471トン）を撃沈した。パーチーは8月1日にサイパン島に寄港し5日に出航。8月16日、パーチーは59日間の行動を終えて真珠湾に帰投した。一連の戦闘行為が評価され、パーチーに殊勲部隊章が、ラメージ艦長に名誉勲章がそれぞれ授けられた。
9月10日、パーチーは3回目の哨戒でルソン海峡方面に向かった。9月22日にサイパン島に寄港し、サンベルナルジノ海峡沖の哨区に到着。ルソン海峡に戻った後、10月25日から27日までサイパン島で整備を行い、セイルフィッシュ (USS Sailfish, SS-192)、ポンフレット (USS Pomfret, SS-391) とウルフパックを構成し哨戒に戻った。しかし、この哨戒では戦果を挙げることはできなかった。12月2日、パーチーは77日間の行動を終えてミッドウェー島に帰投。艦長がウッドロー・W・マクローリー（アナポリス1938年組）に代わった。

### 第4、第5の哨戒 1944年12月 - 1945年4月
12月30日、パーチーは4回目の哨戒で南西諸島方面に向かった。1945年1月19日夕刻、パーチーは名瀬港内にいるタンカーと貨物船を発見。この2隻は、1943年9月20日に台風により座礁して放棄されていた第197船団の捕鯨母船極洋丸（極洋捕鯨、17,549トン）と貨客船丹後丸（日本郵船、6,893トン）であった。パーチーは極洋丸に対して艦首発射管から魚雷を6本発射し、1つの命中音が聞こえた。続いて艦尾発射管から丹後丸に向けて魚雷を4本発射し、こちらも1つの命中音が聞こえた。2月7日、パーチーは北緯29度09分 東経129度45分 / 北緯29.150度 東経129.750度の地点で沖ノ山丸（大図汽船、984トン）を撃沈した。2月16日にミッドウェー島に寄港。2月20日、パーチーは53日間の行動を終えて真珠湾に帰投した。

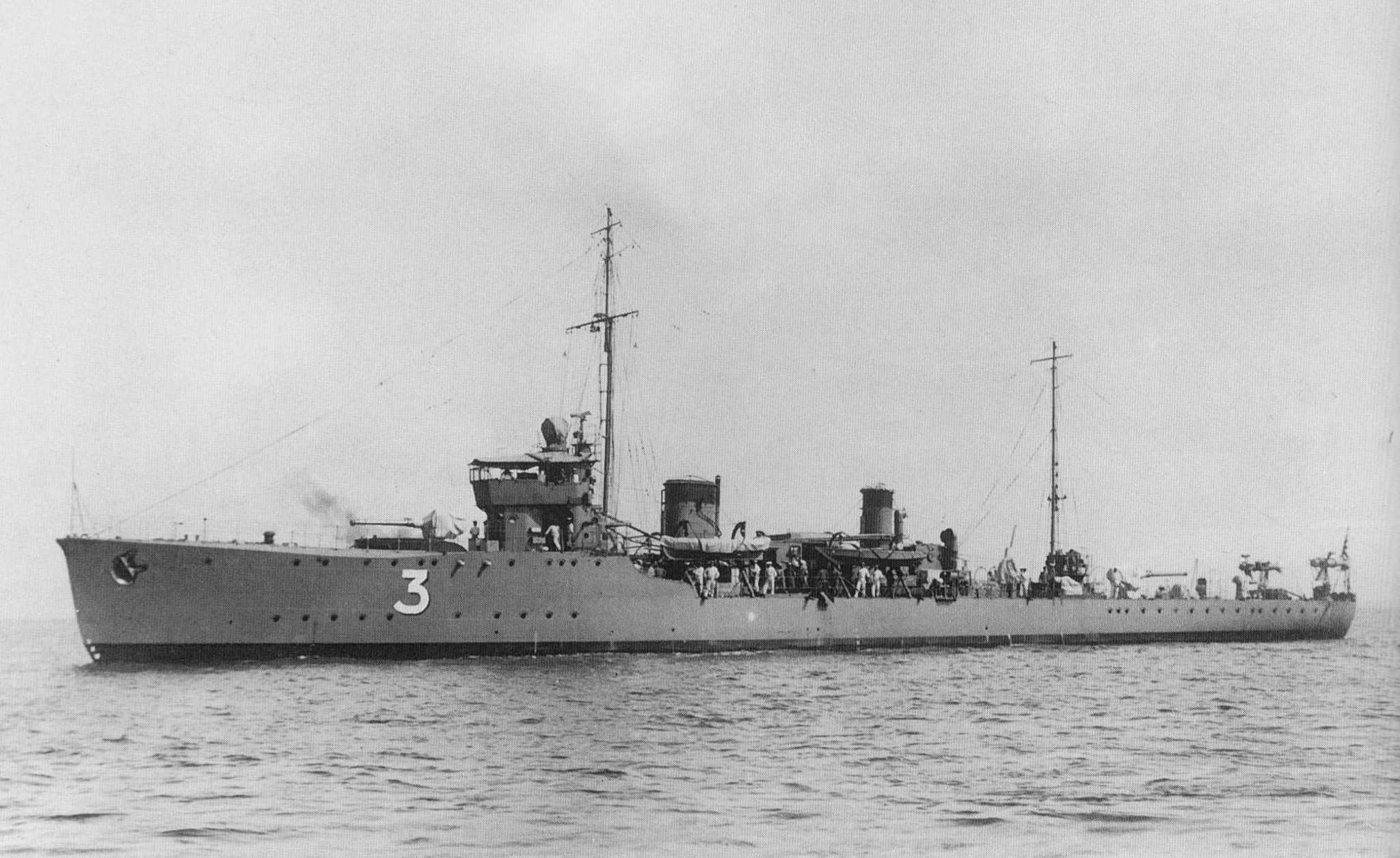
第3号掃海艇（1923年）

3月19日、パーチーは5回目の哨戒で日本近海に向かった。この頃になると、日本の艦船は絶え間ない空襲と潜水艦からの攻撃などにより、航行しているところを見つけることが難しくなっていた。それでも、4月9日に北緯39度07分 東経141度57分 / 北緯39.117度 東経141.950度の岩手県大船渡沖で第3号掃海艇を撃沈。翌4月10日には特設掃海艇東郷丸（金森商船、362トン）を撃沈した。翌日にも小目標に向けて雷撃し、4月12日にも特設掃海艇第一鶚丸（日本海洋漁業、265トン）と特設監視艇第二幸昌丸（山下清太、133トン）を浮上砲戦で撃沈した。この時、2機の日本の哨戒機を発見し、パーチーは艦上に弾薬を残したまま急速潜航。しばらくすると重い爆発がパーチーを揺るがしたが、特に損害はなかった。4月22日にも3隻の小型タンカーを発見。2番目のに対して魚雷を3本発射し、観測すると目標の船尾はもうもうたる煙に包まれていた。4月30日、パーチーは42日間の行動を終えてミッドウェー島に帰投した。

### 第6の哨戒 1945年5月 - 7月

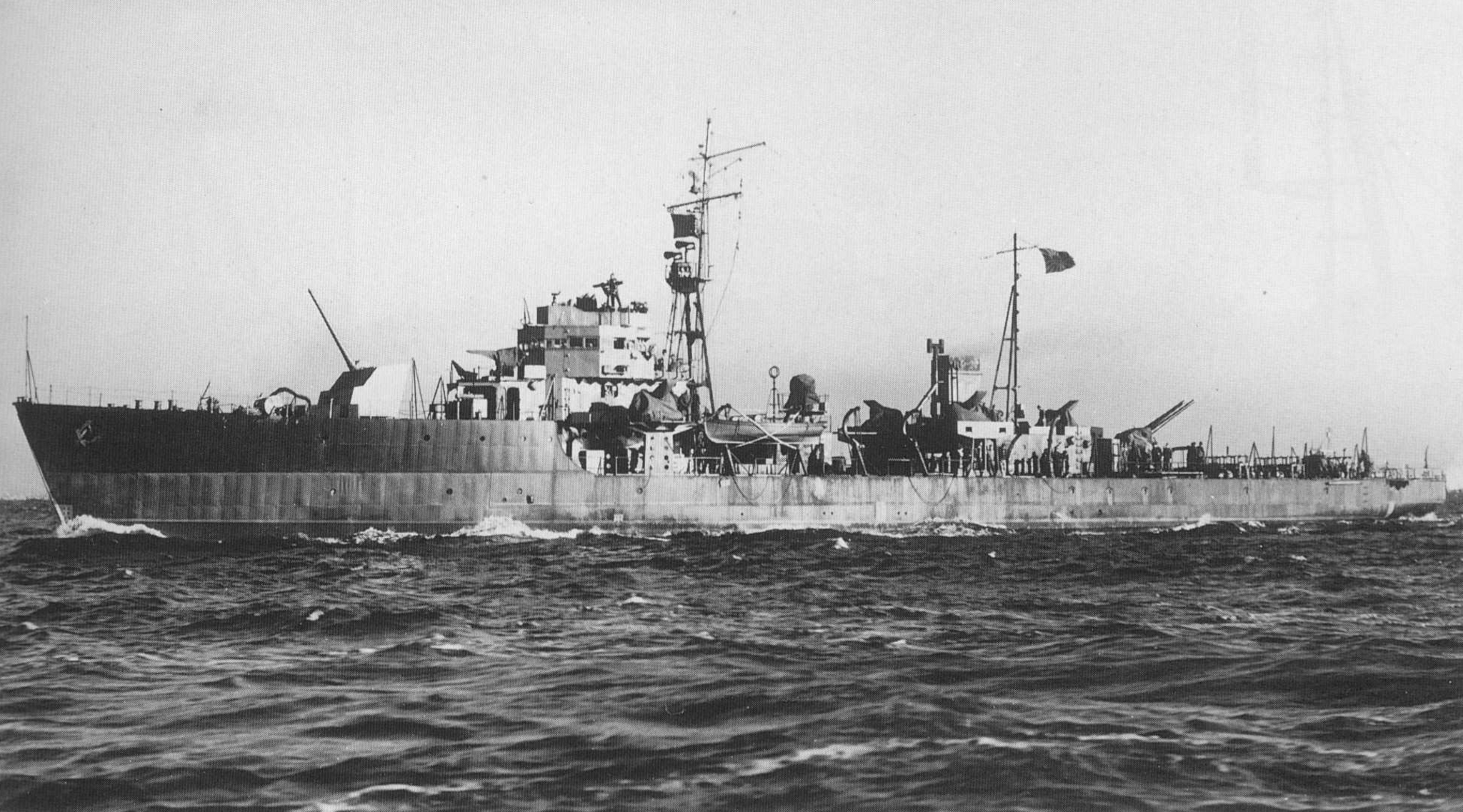
パーチーを撃破した海防艦「四阪」

5月25日、パーチーは6回目の哨戒で日本近海に向かった。パーチーは6月18日まで、日本を空襲する航空機に対する救助配置任務に就いた。しかし、期間中は一度たりとも救助活動はなかった。任務終了後は津軽海峡近海に哨戒海域を移した。6月21日、パーチーは尻屋埼灯台沖で砲艦を発見。観測を続けると、砲艦は貨物船と会合して向かってきた。パーチーは貨物船を目標にして魚雷を4本発射し、魚雷は肥前丸（北海船舶、947トン）に命中し撃沈した。翌日午後にはチキウ岬沖でフラットな小型船と一緒にいる3隻の機帆船を発見し、そのうちの2隻を破壊。6月23日にも数隻のトロール船を撃沈した。6月26日、パーチーは北緯39度25分 東経142度04分 / 北緯39.417度 東経142.067度の岩手県大釜崎沖で特務艦宗谷、永観丸（日本郵船、6,903トン）および神津丸（大阪商船、2,721トン）の3隻で構成された1624船団を発見。パーチーの雷撃は神津丸を轟沈させ、永観丸は損傷して大釜崎に座礁し、のちに放棄された。パーチーはマーク27音響探知式魚雷を第51号駆潜艇に対し発射したが、命中しなかった。パーチーは深度90メートルに潜んでいたが、宗谷及び護衛の海防艦四阪の16発の爆雷攻撃により浸水し、艦首を下にして限度を超える165メートルにまで沈んだ。ジャイロコンパスが故障し電動機も水を被ったが、これ以上の被害は受けなかった。その後は第38任務部隊（ジョン・S・マケイン・シニア中将）の支援に従事し、7月17日に3名を救助したあとセロ (USS Cero, SS-225) と会合した。7月23日にミッドウェー島に寄港。7月28日、パーチーは59日間の行動を終えて真珠湾に帰投した。
パーチーは第二次世界大戦での太平洋潜水艦部隊の中でも最も功績を挙げた艦の1つとして、6度の哨戒の功績により5個の従軍星章および2個の殊勲部隊章を受章した。

### 戦後
パーチーは戦後もその活動を続け、1946年にビキニ環礁で行われた核実験「クロスロード作戦」では標的艦の任務を命じられた。空中爆発のABLEおよび水中爆発のBAKER、両実験を生き残り、損傷はほとんど無かった。
核実験の汚染除去作業後、パーチーはメア・アイランド海軍造船所に向かった。1946年12月10日に退役し、1947年3月にカリフォルニア州アラメダ (カリフォルニア州)のモスボール艦隊に加わる。1962年12月1日に AGSS-384 （実験潜水艦）に艦種変更され、オークランドで海軍予備役兵訓練潜水艦、および海洋調査艦として指定された。
パーチーは1969年11月8日に除籍され、1970年6月18日に売却された。パーチーの司令塔、艦砲はハワイの真珠湾海軍潜水艦基地で保存されている。パーチーの司令塔にある潜望鏡は複製品だが、司令塔の傍らに設置されている潜望鏡からは、博物館船として保存されているボーフィン (USS Bowfin, SS-287) を見ることが出来る。